# Ermita

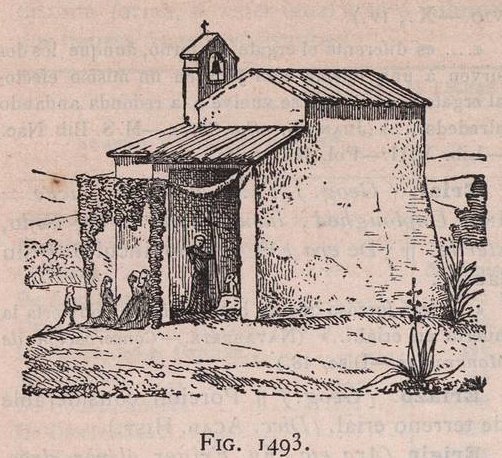
Representación de una ermita en el Diccionario general de arquitectura e ingeniería (1877-1891)

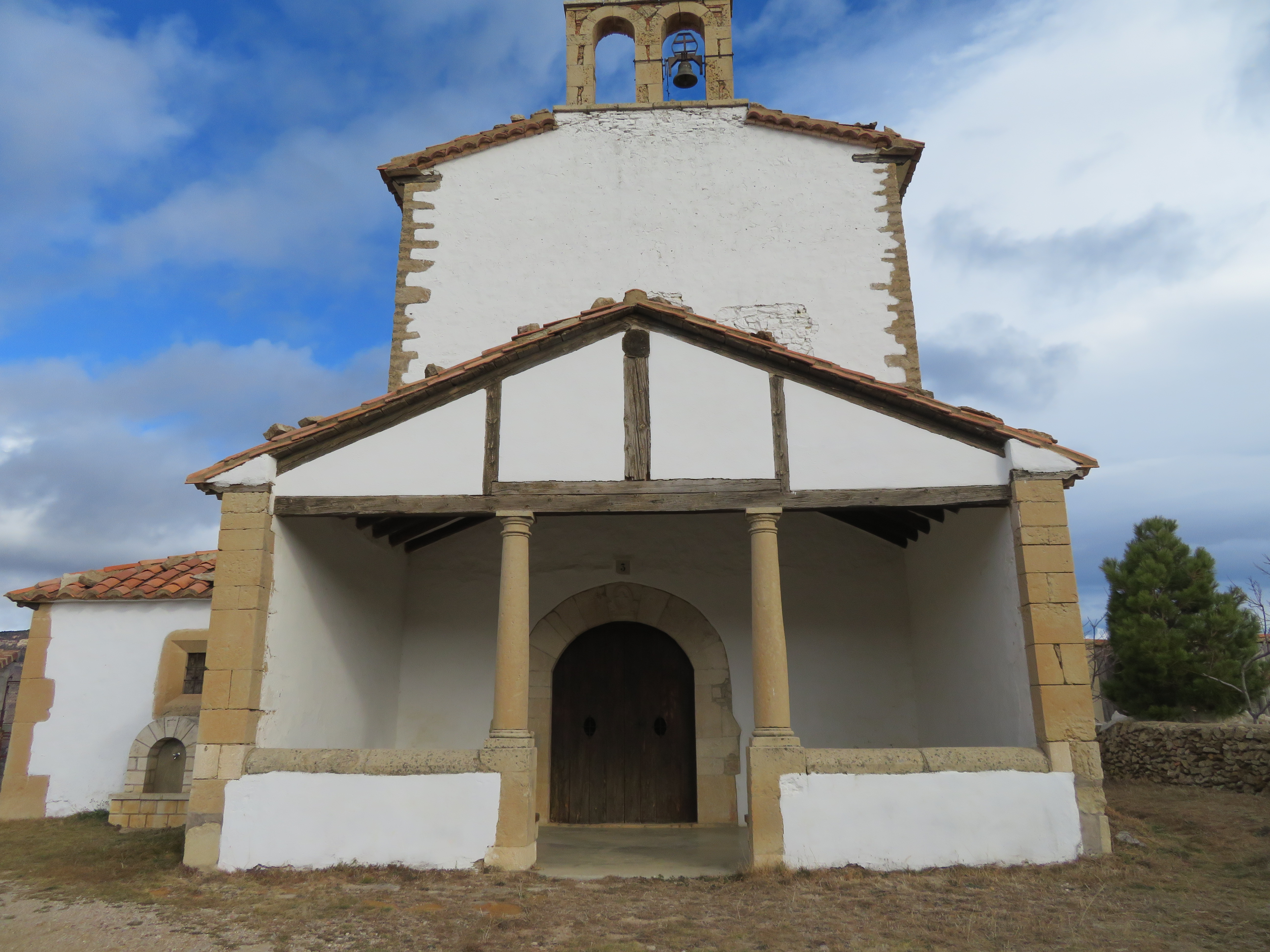
Ermita de San Blas, Cantavieja (España).

Una ermita es un edificio pequeño, similar a una capilla, con altar y, en general, situado en despoblado. A veces tiene habitación para quien cuida su alumbrado y limpieza.

## Descripción
Originalmente era un lugar de oración y recogimiento que permitía a un fraile o ermitaño poder cultivar en paz su propia vocación particular. Está relacionado con el concepto de eremitorio, que es un lugar donde existen uno o más frailes o monjes eremitas, al estilo de los Padres del desierto o del yermo o Padres de la Tebaida del cristianismo. Posteriormente, el significado se extendió para incluir capillas, iglesias u otros santuarios, generalmente pequeños, situados por lo común en el campo, y que no tienen culto permanente. En ocasiones, una ermita puede ser prácticamente un humilladero cubierto de planta rectangular, con paredes en tres de sus lados y reja en el otro. Es tradicional en muchas ermitas celebrar misa el día de la festividad del santo bajo cuya advocación estén, pudiendo celebrarse además romerías y festejos en su entorno.
Hay santuarios que originalmente se construyeron en despoblados y posteriormente han quedado rodeados de otros edificios, pero conservan la denominación de ermita. Por el contrario, hay iglesias que se construyeron como parroquias y acogieron culto habitual, pero luego, al despoblarse su entorno, quedaron más aisladas y han pasado a considerarse ermitas.[cita requerida]

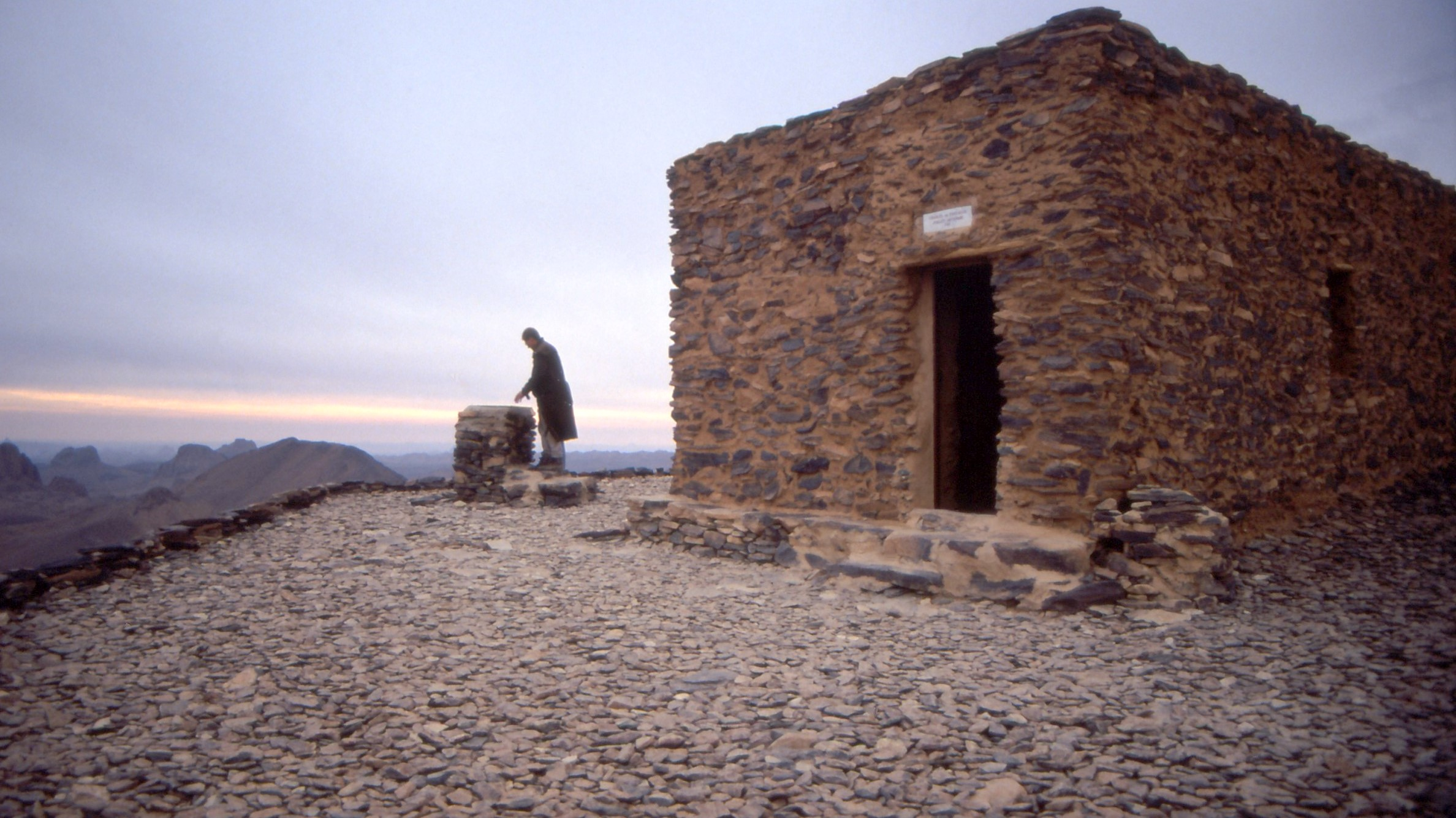
Ermita usada por Charles de Foucauld en Ahaggar (Argelia).
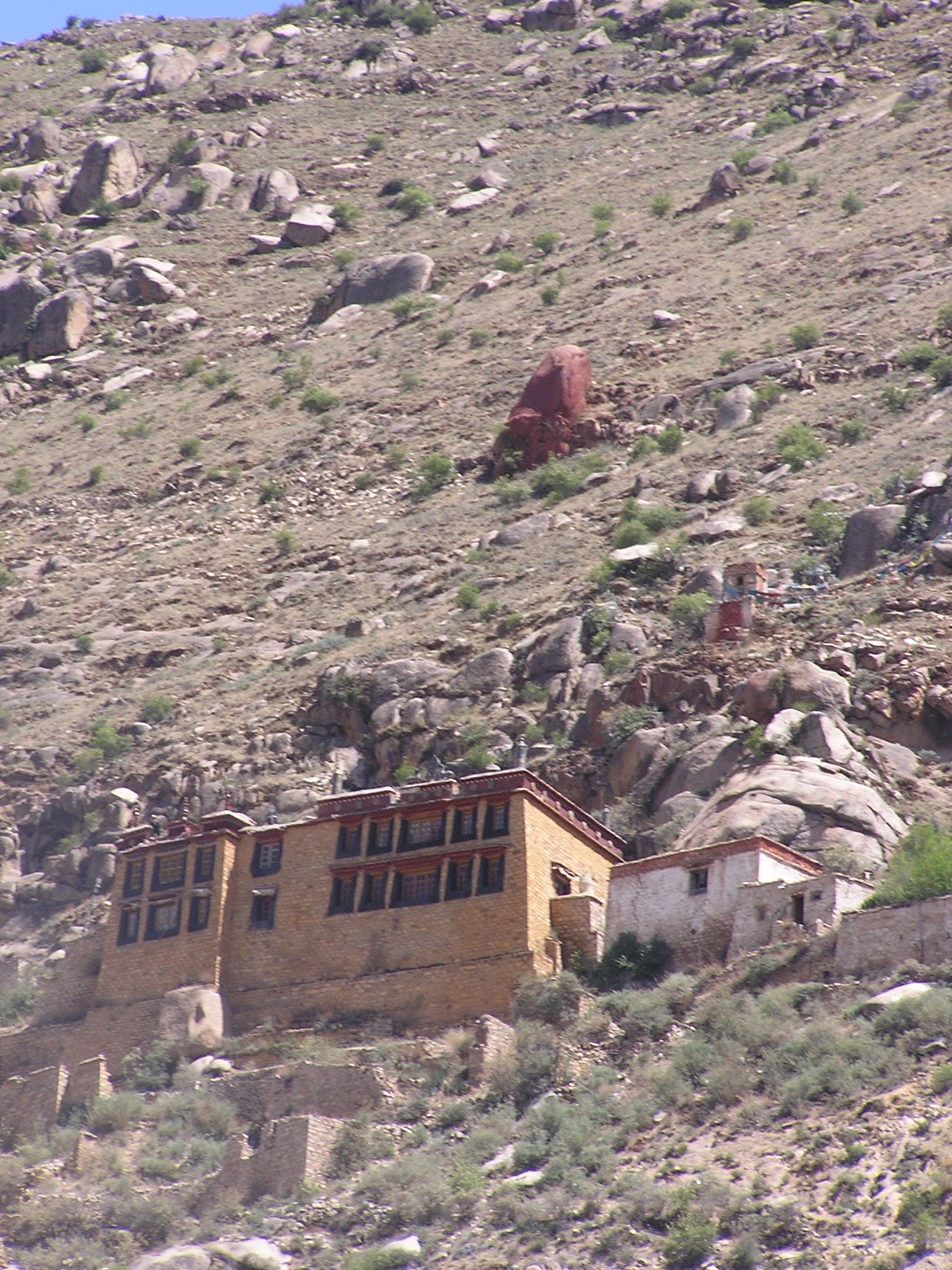
Casa de retiro Sera Utsé (Tíbet)
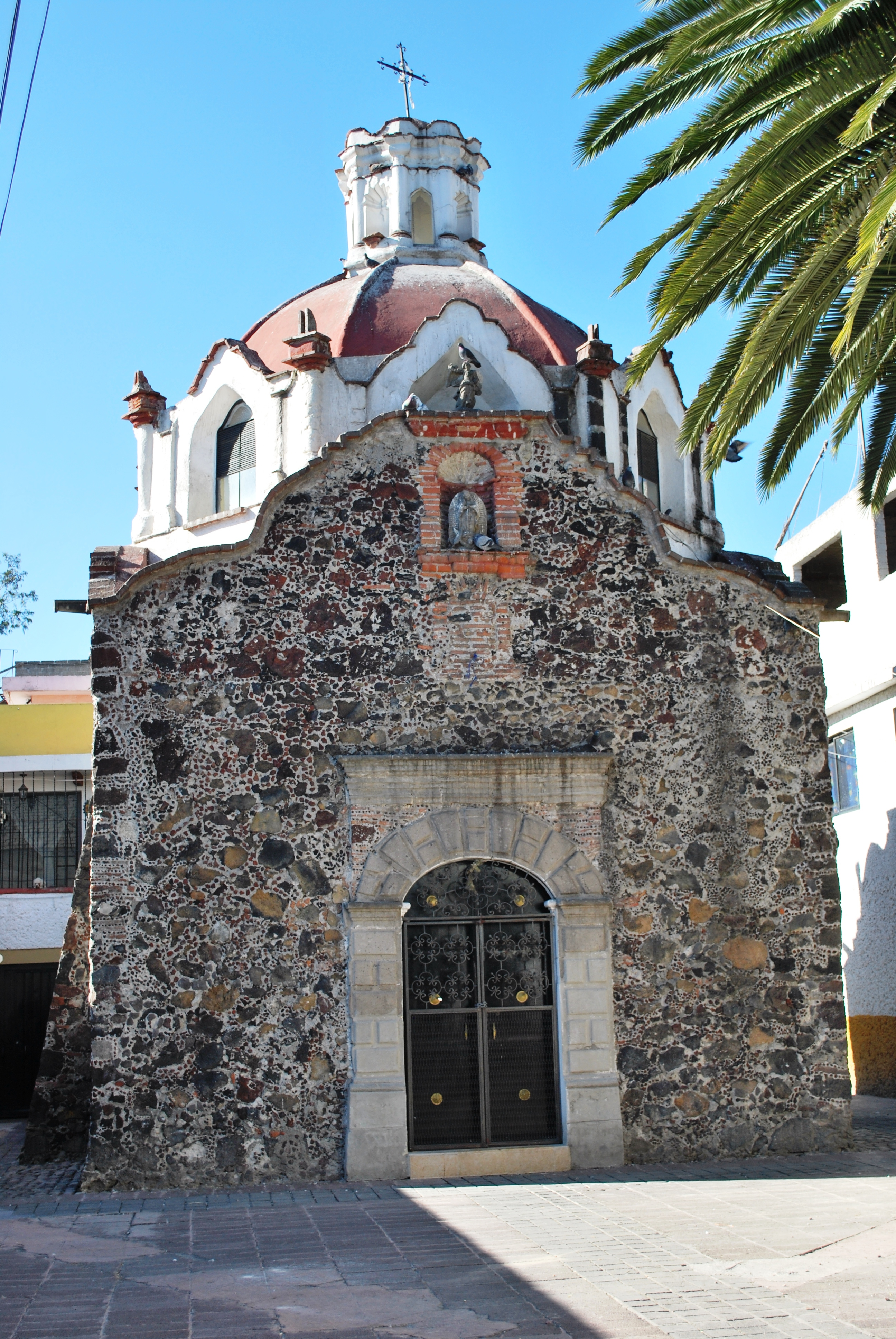
Ermita de la Santa Cruz en Iztacalco (México).
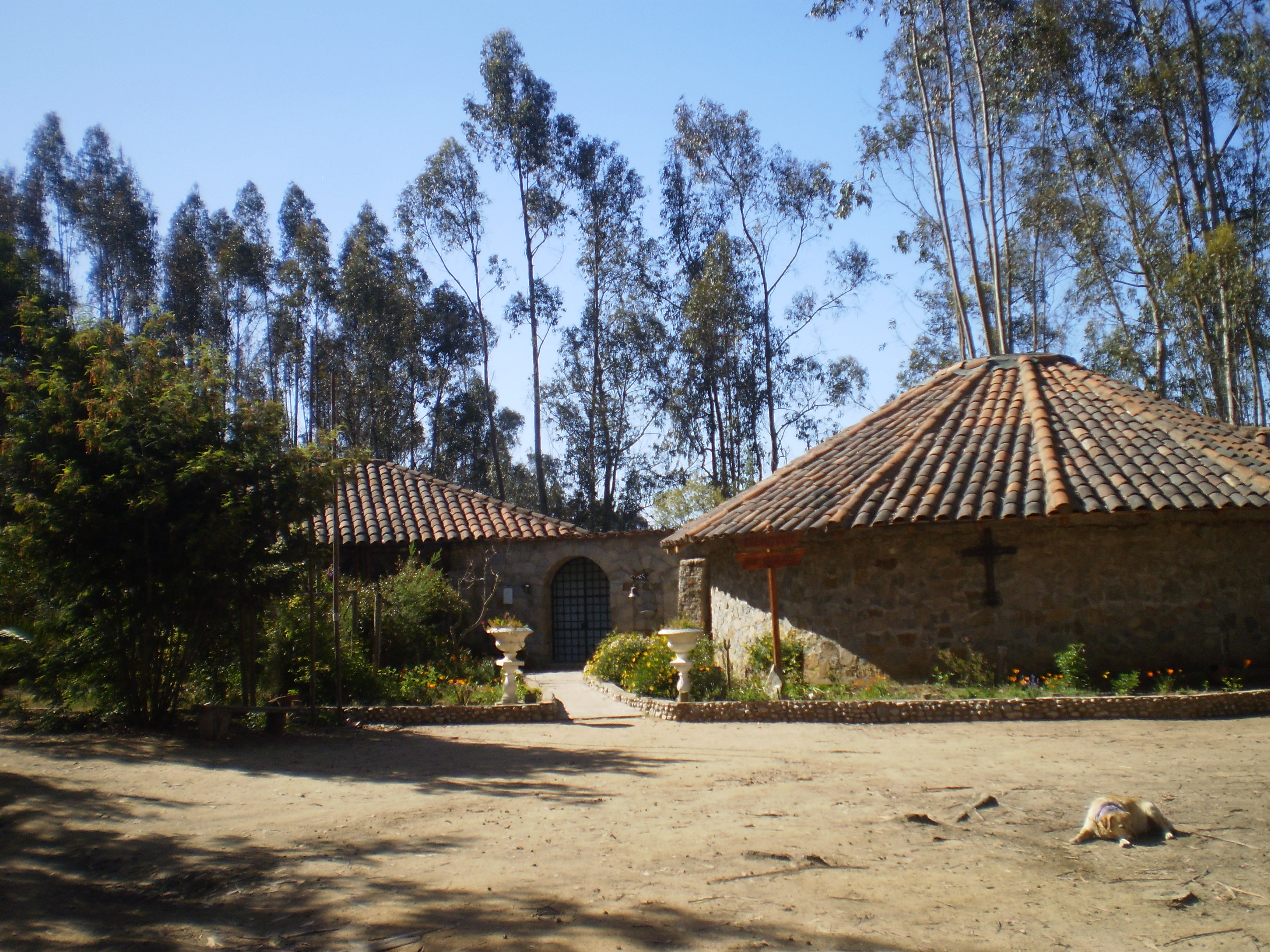
Eremitorio Franciscano en  El Totoral-Quisco (Chile).
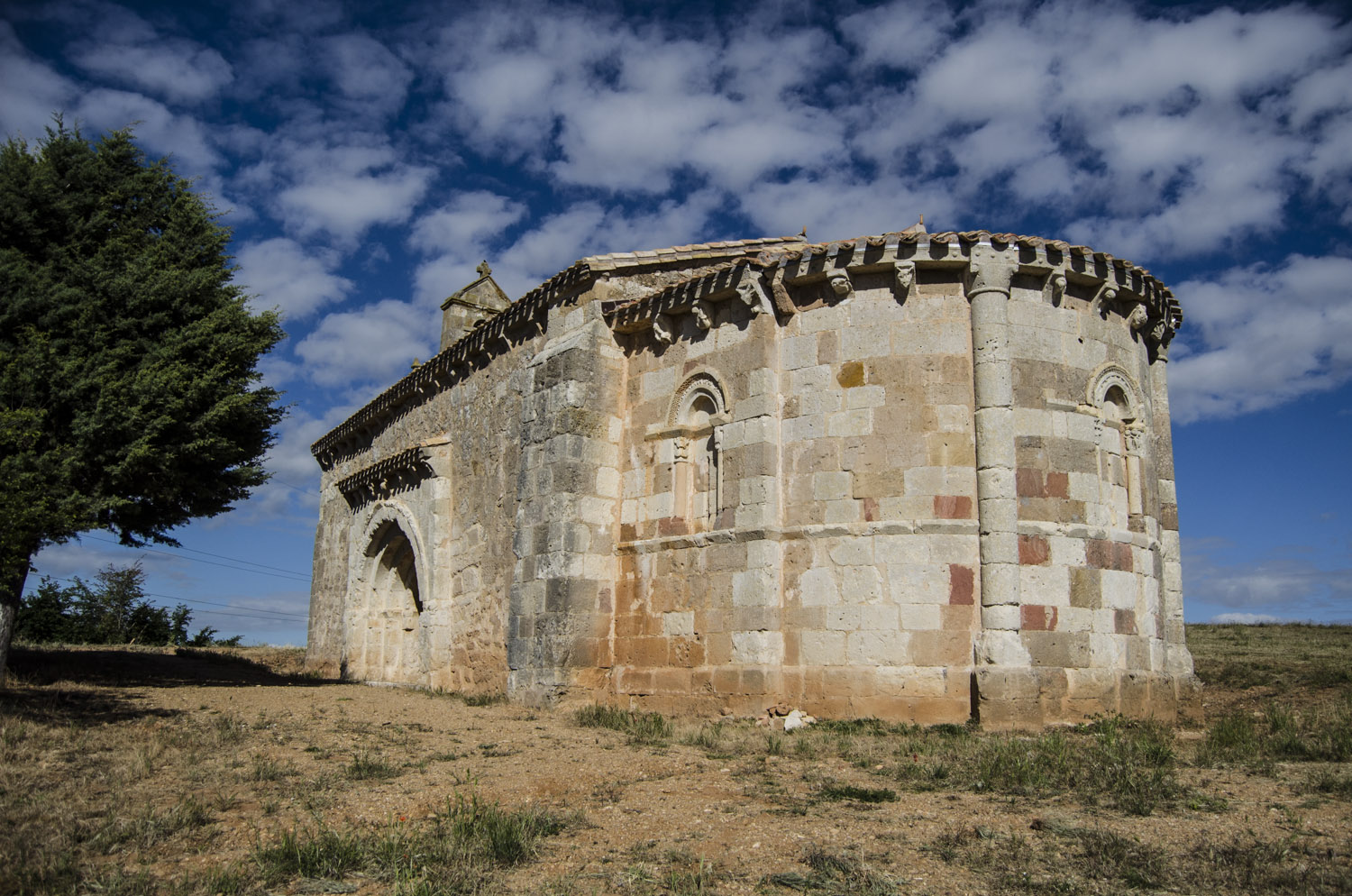
Ermita de San Cristóbal en Sotresgudo (España).
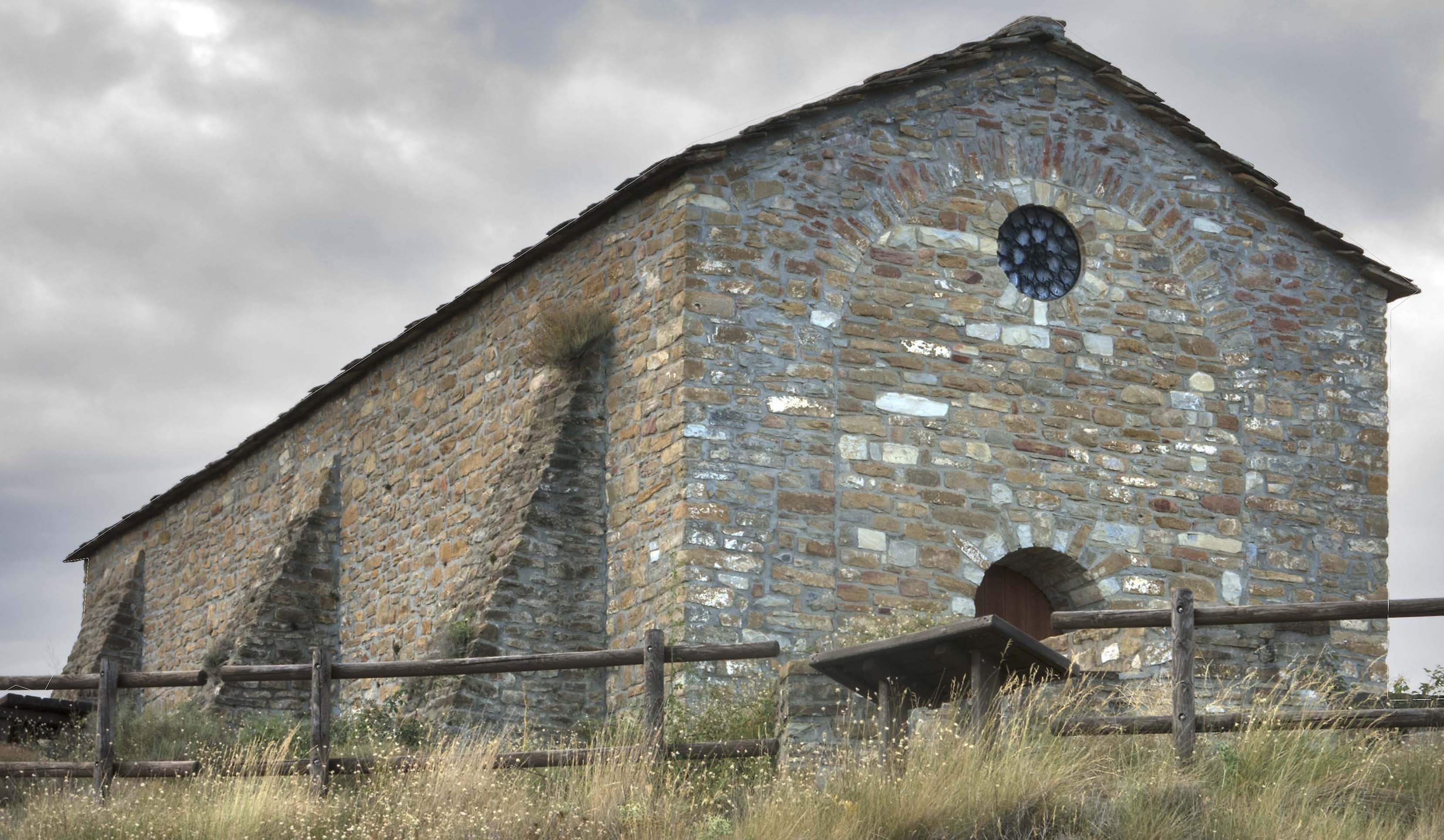
Ermita de San Saturnino, Visalibóns